# Eutrichomyias rowleyi
Eutrichomyias rowleyi là một loài chim nguyên được đặt trong họ Monarchidae. Tuy nhiên nghiên cứu của Jønsson et al. (2018) lại xếp nó trong họ Lamproliidae.

## Phân loại
Tên khoa học của loài này là để tưởng nhớ nhà thám hiểm kiêm nhà điểu học người Anh George Dawson Rowley. Thiên đường lam sẫm còn nguyên được mô tả trong chi Zeocephus. Các tên gọi khác còn có đớp ruồi lam sẫm, đớp ruồi Rowley hay thiên đường Rowley.